# Grzegorz Sitarski
Grzegorz Aleksander Sitarski (ur. 12 lutego 1932, zm. 20 lutego 2015) – polski astronom, profesor doktor habilitowany, profesor Centrum Badań Kosmicznych PAN.

## Życiorys
Był synem Mieczysława i Jadwigi, nauczycieli w Nadarzynie. 
W 1957 ukończył studia astronomiczne na Uniwersytecie Warszawskim. Przez wiele lat był pracownikiem naukowym Obserwatorium Astronomicznego i Wydziału Fizyki Uniwersytetu w Białymstoku. W 1963 odbył kilkumiesięczny staż naukowy w Instytucie Astronomii Teoretycznej w Petersburgu. Interesował się głównie astrofizyką i mechaniką nieba. Zajmował się uwzględnianiem niegrawitacyjnych efektów w orbitach komet i planetoid. M.in. udało mu się powiązać obserwacje planetoid (1862) Apollo i (2101) Adonis wykonane w latach 30. i 70. XX wieku. Badał również orbity komet jednopojawieniowych.
W latach 1979–1982 był prezydentem Komisji 20. Międzynarodowej Unii Astronomicznej. Był promotorem 4 prac doktorskich.
W latach 1998–2005 pracował również na Uniwersytecie w Białymstoku.
Nazwiskiem Sitarskiego nazwano planetoidę (2042) Sitarski.
Był mężem Anny Sitarskiej.